# Decembrie 1988
Acest articol este generat integral pe baza informațiilor din articolul 1988 și este actualizat periodic de un robot.
 Editările făcute în articol vor fi șterse la următoarea actualizare! Dacă doriți să faceți modificări, editați articolul-sursă.

ianuarie -
februarie -
martie -
aprilie -
mai -
iunie -
iulie -
august -
septembrie -
octombrie -
noiembrie -
decembrie
Decembrie 1988 a fost a douăsprezecea lună a anului și a început într-o zi de joi.

## Evenimente
- 21 decembrie: Doi membri ai unei grupări radicale din Libia deturnează cursa 103 Pan Am și fac avionul să explodeze deasupra localității Lockerbie din Scoția, cauzând una dintre cele mai mari catastrofe aeriene ale tuturor timpurilor, soldată cu moartea a 270 de oameni.

## Nașteri
- 2 decembrie: Igor Jovanović, fotbalist german de etnie croată
- 3 decembrie: Egor Baranov, regizor rus de film
- 5 decembrie: Tsukasa Shiotani, fotbalist japonez
- 8 decembrie: Silviu Vexler, politician român
- 9 decembrie: Kwadwo Asamoah, fotbalist ghanez
- 10 decembrie: Wilfried Guemiand Bony, fotbalist ivorian (atacant)
- 10 decembrie: Neven Subotić, fotbalist sârb
- 12 decembrie: Micael Borges, actor și cântăreț brazilian
- 14 decembrie: Anna-Maria Zimmermann, cântăreață germană
- 14 decembrie: Vanessa Hudgens, actriță americană
- 15 decembrie: Andreea Andrei, scrimeră română
- 15 decembrie: Steven N'Zonzi (Steven N'Kemboanza Mike Christopher N'Zonzi), fotbalist francez
- 15 decembrie: Filip Adamović, baschetbalist bosniac
- 15 decembrie: Toni Šunjić, fotbalist bosniac
- 16 decembrie: Mats Julian Hummels, fotbalist german
- 16 decembrie: Andrei Antohi, fotbalist român
- 17 decembrie: Yann Sommer, fotbalist elvețian (portar)
- 19 decembrie: Alexis Sánchez (Alexis Alejandro Sánchez Sánchez), fotbalist chilian
- 19 decembrie: Katrina Bowden, actriță americană
- 21 decembrie: Gabriel Sîncrăian, halterofil român
- 24 decembrie: Nikola Mektić, jucător de tenis croat
- 25 decembrie: Simona Pop, spadasină română
- 27 decembrie: Hiroki Yamada, fotbalist japonez
- 28 decembrie: Inès Boubakri, scrimeră tunisiană
- 29 decembrie: Christen Annemarie Press, fotbalistă americană (atacant)
- 29 decembrie: Serghei Țvetcov, ciclist român

## Decese
- 5 decembrie: Teodor Parnicki, 80 ani, scriitor polonez (n. 1908)
- 6 decembrie: Roy Orbison, cântăreț și compozitor american (n. 1936)
- 10 decembrie: Richard S. Castellano, 55 ani, actor american (n. 1933)
- 25 decembrie: Nicolae Sălăgeanu, 81 ani, botanist român (n. 1907)
- 31 decembrie: Arnold Hauser, 59 ani, scriitor român (n. 1929)